# لسا (ایتالیا)
لسا (به ایتالیایی: Lesa) یک کومونه در ایتالیا است که در استان نووارا واقع شده‌است.

## خصوصیات
لسا ۱۲٫۵ کیلومترمربع مساحت و ۲٬۴۷۰ نفر جمعیت دارد.